# Sibil·la
|  | Aquest article tracta sobre Personatge mitològic. Vegeu-ne altres significats a «Sibiŀla (desambiguació)». |

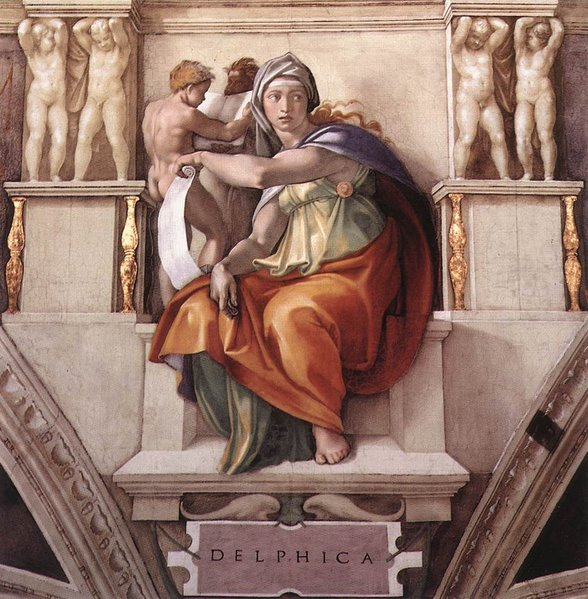
Sibiŀla dèlfica, fresc de Miquel Àngel a la capella Sixtina

La sibil·la (en grec antic Σίβυλλα) és un personatge de la mitologia grega i romana. És el nom que s'aplicava a una sacerdotessa encarregada de donar a conèixer els oracles d'Apol·lo. Algunes tradicions diuen que la primera sibil·la va ser una noia que s'anomenava precisament Sibil·la, filla del troià Dàrdan i de Neso, filla de Teucre. Va adquirir un gran renom com a endevina, i per això s'anomenaven sibil·les totes les profetesses.

## La sibil·la en la mitologia clàssica
«Sibil·la», segons la tradició grecollatina és un terme genèric que es fa servir per a denominar a les sacerdotesses encarregades de transmetre els oracles, generalment d'Apol·lo, envaïdes pel déu, a l'estil de la Pítia o de Cassandra. Aquesta era una virtut profètica considerada com un gran do atorgat per Déu. Eren sovint protagonistes de mites complexos.
La paraula va ser usada per primera vegada per Heràclit, cap a l'any 500 aC, i designava una sola profetessa. Eurípides dona el nom d'una, també única en la comunitat grega, Libissa. Heròdot no parla de cap sibil·la, cosa que s'atribueix al fet que la profetessa hauria estat confinada en santuaris poc importants durant gairebé un segle, i es considerava que era un producte d'algun culte importat de l'estranger. Aristòfanes considera ridícula i absurda la creença en la sibil·la. Plató, que també es refereix a una sola Sibil·la, parla d'ella amb respecte, com a profetessa inspirada que endevina el futur i anàloga a la Pítia de l'oracle de Delfos. Aristòtil associa les sibil·les als endevins, i un dels seus deixebles diu que la primera sibil·la és contemporània de Soló (entre l'any 638 aC i el 558 aC). Així, cap al segle iv aC es consolida la creença en una pluralitat de sibil·les, i Varró, al segle i aC va fer una llista de deu sibil·les, ordenades pel lloc on donaven les seves profecies. Suides dona altres llistes. Alguns autors, com ara Tibul, Claudi Elià i Pausànias deien que les sibil·les van ser quatre, i Climent d'Alexandria parla de nou.
Les sibil·les profetitzaven en èxtasi, com la Pítia, però no perdien la seva personalitat mentre estaven posseïdes per Apol·lo. Quan vaticinaven ho feien repenjades en una roca. A l'Eneida, la Sibil·la registrava els seus oracles en fulles de palmera, que el vent dispersava.

### Primera sibil·la (Heròfila de Marpessa)
Heròfila (en grec antic Ήροφίλη) és filla d'una nimfa i d'un pastor del mont Ida, anomenat Teodor, nascuda a Marpessa, un petit llogaret de la Tròade.
Aquesta noia, va viure abans de la guerra de Troia i es coneix per la gran predicció que va fer: «La ciutat seria destruïda per culpa d'una dona troiana».
Profetitzava pujada dalt d'una pedra que portava sempre amb ella. Aquesta pedra s'ensenyava encara en temps de Pausànias.
Es deia que viatjava molt i que havia recorregut Samos, Claros (on hi havia l'oracle de Claros), Delos i Delfos (amb el seu oracle). Segons Dionís d'Halicarnàs va predir l'arribada d'Enees a Itàlia i la fi del pelegrinatge dels troians. La seva tomba es venerava a la Tròade, en el bosc sagrat d'Apol·lo Esminteu, divinitat a qui ella anomenava pare i marit en un himne que li va dedicar a l'illa de Delos.

### Segona sibil·la
Algunes fonts diuen que aquesta va ser una jove anomenada Sibil·la, la filla del rei troià Dàrdan i de Nesoi, la filla de Teucre.
Tenia el do de profetitzar i havia fet prediccions importants.

### Tercera sibil·la (Sibil·la de Líbia)
La Sibil·la de Líbia, també anomenada Sibil·la egípcia, va ser coneguda a Grècia cap al segle v aC. Alguns textos parlen que es tracta de la més antiga de totes.
Filla de Zeus i de Làmia, Eurípides es referia a ella en la seva obra Làmia. Se la considerava d'ascendència troiana amb el do de la profecia.

### Quarta sibil·la (Sibil·la Eritrea)
Segurament la més coneguda de totes les sibil·les hel·lèniques, que profetitzava a la ciutat d'Èritres de Jònia. Era filla, igual que Heròfila, d'un mortal anomenat Teodor i d'una nimfa. Immediatament després del seu naixement va créixer de cop i es va posar a profetitzar i a fer vaticinis en vers. De molt jove, els seus pares la van consagrar a Apol·lo en contra de la seva voluntat, i va dir que moriria travessada per una fletxa del déu. Va viure, segons la tradició, l'equivalent a nou vides humanes de cent deu anys cadascuna. Tenia un gran prestigi, ja que quan es van cremar els Llibres sibil·lins, la nova col·lecció es va recopilar fonamentalment en aquesta ciutat l'any 76 aC. A les monedes s'anomena Théa a aquesta sibil·la, i se la considera nascuda a Èritres o potser a Marpessa. Una sibil·la posterior que profetitzava a aquesta mateixa ciutat es deia Atenaida.

## La sibil·la en la tradició jueva
Una de les sibil·les, també anomenada caldea o babilònia, era coneguda com la sibil·la jueva. El seu nom era Sabbe (Σάββη), o Sambethe. Pausànias en parla i la fa filla de Beròs i Erimanta, i altres autors la fan filla o neta de Noè. Va anunciar els fet de la Torre de Babel i les victòries d'Alexandre el Gran. Alguns autors la fan contemporània d'Atenàide, sibil·la d'Eritrea. La comunitat jueva d'Alexandria va identificar les sibil·les babilònica i jueva, segons sembla cap al segle ii aC. Els llibres sibil·lins jueus estan formats per textos escrits en aquell segle, ja que en l'època hel·lenística els jueus van refer oracles per a introduir-hi idees monoteistes.

## La sibil·la en la tradició catòlica
Segons sembla, els oracles sibil·lins parlaven d'un rei que havia d'introduir el regne de Déu sobre tots els humans, i tots els pobles reconeixerien finalment la llei de Déu. Sovint, aquesta tradició s'ha vinculat també amb uns versos obscurs de l'ègloga IV de Virgili, que canten la vinguda d'un nen cridat a salvar el món.
Aquesta tradició va ser vinculada pel cristianisme amb la figura del messies i, per això, l'Església Catòlica Romana assimilà el personatge de la sibil·la i el convertí en element de la representació litúrgica de Nadal. Aquesta tradició es va conservar a les seus de la ciutat de Mallorca i de l'Alguer, on, cada 24 de desembre, en els oficis de la nit de Nadal per commemorar el naixement de Crist, s'interpreta el Cant de la Sibil·la, una peça d'origen medieval que profetitza l'arribada del Redemptor i, al mateix temps, l'arribada del Judici Final. Aquesta manifestació cultural és Patrimoni de la Humanitat de la UNESCO.
El Cant de la Sibil·la el protagonitza una persona —infant, jove o adult, segons cada població— que va vestida amb una túnica, un mantell de sedes brodades, un casquet o capell i una gran espasa a les mans. El text del Cant és en català i amb la melodia gregoriana més arcaica d'Europa. En l'actualitat, el Cant de la Sibil·la es canta cada vegada en més indrets del país: l'Alguer (Sardenya), Mallorca, Barcelona (Santa Maria del Mar, el Clot, Sant Gervasi), Vic, Ontinyent, Teulada, Sueca, Lleida, Gandia,València, etc.